# Глен, Корнелл
Корнелиус (Корнелл) Глен (англ. Cornell Glen; род. 21 октября 1980, Порт-оф-Спейн) — тринидадский футболист, игравший на позиции нападающего. Участник чемпионата мира по футболу 2006.

## Карьера

### Клубная
Начинал свою карьеру на родине. Затем перебрался в Португалию, где один сезон выступал в клубе одного из низших дивизионов «Санжуаненсе». После своей командировки в Европу Глен вернулся в Тринидад и Тобаго. В течение некоторого времени он играл в одной из сильнейших команд страны «Сан-Хуан Джаблоти».
В 2004 году нападающий подписал контракт с американским клубом «МетроСтарз». В течение нескольких лет Глен выступал в MLS. Помимо «МетроСтарз», был в составе «Далласа», «Коламбус Крю», «Колорадо Рэпидз», «Лос-Анджелес Гэлакси» и «Сан-Хосе Эртквейкс».
В 2008 году находился на просмотре в английском «Лидсе».
С 2013 года Корнелл Глен выступал в индийском «Шиллонг Лайонг».

### Сборная
За сборную Тринидада и Тобаго Глен дебютировал в 2002 году. В 2006 году нападающий принимал участие в составе команды на Чемпионате мира по футболу в Германии. На мундиале он сыграл во всех трёх матчах своей сборной. В первом матче против сборной Швеции, который завершился со счетом 0:0, Глен мог принести Тринидаду и Тобаго сенсационную победу, но его удар пришёлся в перекладину ворот Рами Шаабана.

## Достижения
- Победитель Клубного чемпионата КФС: 2003
- Чемпион Тринидада и Тобаго (3): 2002, 2007, 2008
- Обладатель Кубка Тринидада и Тобаго: 2011/12